# Barrie Bates
Barrie Bates (Merthyr Tydfil, 17 oktober 1969) is een voormalig Welsh darter. Hij speelde in de Professional Darts Corporation.

## Carrière
Bates maakte zijn PDC-debuut op televisie tijdens de UK Open van 2003, waar hij de derde ronde haalde. In de editie van 2005 verloor hij net in de 16e finale van Lionel Sams en wist het tot de finale te halen in 2006, waar hij verloor van de Nederlander Raymond van Barneveld.
Hij maakte grote indruk binnen de dartswereld in 2006, met de winst van de John Smiths Singles in februari en de Le Skratch Sarantos Retsinas Memorial in Montreal in mei. Ook haalde hij twee Regionale Finales van de UK Open in maart (waar hij verloor van Chris Mason) en november (waar hij verloor van Raymond van Barneveld).
De Welshman maakte zijn debuut op het Wereldkampioenschap in 2007 als de nummer 17, maar werd verrassend verslagen in de eerste ronde door de Canadees Brian Cyr.

## Resultaten op Wereldkampioenschappen

### PDC
- 2007: Laatste 64 (verloren van Brian Cyr met 2-3)
- 2008: Laatste 16 (verloren van Kirk Shepherd met 2-4)
- 2009: Kwartfinale (verloren van Mervyn King met 2-5)
- 2010: Laatste 32 (verloren van Kevin McDine met 0-4)
- 2011: Laatste 64 (verloren van Kevin McDine met 2-3)

## Resultaten op de World Matchplay
- 2006: Laatste 32 (verloren van Kevin Painter met 8-10)
- 2007: Laatste 16 (verloren van Raymond van Barneveld met 5-13)